# 1989年のナショナルリーグチャンピオンシップシリーズ
1989年の野球において、メジャーリーグベースボール（MLB）のポストシーズンは10月3日に開幕した。ナショナルリーグの第21回リーグチャンピオンシップシリーズ（21st National League Championship Series、以下「リーグ優勝決定戦」と表記）は、翌4日から9日にかけて計5試合が開催された。その結果、サンフランシスコ・ジャイアンツ（西地区）がシカゴ・カブス（東地区）を4勝1敗で下し、27年ぶり19回目のリーグ優勝および16回目のワールドシリーズ進出を果たした。
両球団がリーグ優勝決定戦で対戦するのはこれが初めて。この年のレギュラーシーズンでは両球団は12試合対戦し、6勝6敗の五分だった。カブスの本拠地球場リグレー・フィールドは1914年に開場し、1930年代以降各地の他球場が夜間試合用の照明器具を導入していくなか、昼間のみの試合開催を続けていた。1980年代に入り夜間試合のほうが高額のテレビ放映権料を得られるようになると、リーグはカブスに、ポストシーズン開催地の変更を示唆して照明設置を促した。その結果1988年に照明設備が導入され、今シリーズ第1戦は球場史上初のポストシーズン夜間試合となった。リグレー・フィールドでの2試合で両球団が星を分けたあと、ジャイアンツは本拠地キャンドルスティック・パークで3連勝してリーグ優勝を決めた。シリーズMVPには、第1戦で2本塁打を放ち6打点を挙げるなど、5試合で打率.650・2本塁打・8打点・OPS 1.882という成績を残したジャイアンツのウィル・クラークが選出された。しかしジャイアンツは、ワールドシリーズではアメリカンリーグ王者オークランド・アスレチックスに0勝4敗で敗れ、45年ぶり6度目の優勝を逃した。
キャンドルスティック・パークは野球専用球場ではなくアメリカンフットボールでも使用され、NFLのサンフランシスコ・フォーティナイナーズも本拠地としていた。10月8日、キャンドルスティック・パークでは当初、NFLシーズン第5週、ニューオーリンズ・セインツ対フォーティナイナーズ戦を開催予定だった。しかし今シリーズ開催のため、NFLの試合は開催地をセインツの本拠地ルイジアナ・スーパードームへ移し、その代わりに11月6日の2回目の対戦をキャンドルスティック・パークで行うことにした。

## 試合結果
1989年のナショナルリーグ優勝決定戦は10月4日に開幕し、途中に移動日を挟んで6日間で5試合が行われた。日程・結果は以下の通り。
| 日付                                                            | 試合  | ビジター球団（先攻）           | スコア | ホーム球団（後攻）             | 開催球場                      | 開催球場                                               |
| --------------------------------------------------------------- | ----- | ------------------------------ | ------ | ------------------------------ | ----------------------------- | ------------------------------------------------------ |
| 10月04日（水）                                                  | 第1戦 | サンフランシスコ・ジャイアンツ | 11－3  | シカゴ・カブス                 | リグレー・フィールド          | リグレー・ · フィールドキャンドルスティック・ · パーク |
| 10月05日（木）                                                  | 第2戦 | サンフランシスコ・ジャイアンツ | 5－9   | シカゴ・カブス                 | リグレー・フィールド          | リグレー・ · フィールドキャンドルスティック・ · パーク |
| 10月06日（金）                                                  |       | 移動日                         | 移動日 | 移動日                         |                               | リグレー・ · フィールドキャンドルスティック・ · パーク |
| 10月07日（土）                                                  | 第3戦 | シカゴ・カブス                 | 4－5   | サンフランシスコ・ジャイアンツ | キャンドルスティック・ パーク | リグレー・ · フィールドキャンドルスティック・ · パーク |
| 10月08日（日）                                                  | 第4戦 | シカゴ・カブス                 | 4－6   | サンフランシスコ・ジャイアンツ | キャンドルスティック・ パーク | リグレー・ · フィールドキャンドルスティック・ · パーク |
| 10月09日（月）                                                  | 第5戦 | シカゴ・カブス                 | 2－3   | サンフランシスコ・ジャイアンツ | キャンドルスティック・ パーク | リグレー・ · フィールドキャンドルスティック・ · パーク |
| 優勝：サンフランシスコ・ジャイアンツ（4勝1敗 / 27年ぶり19度目） |       |                                |        |                                |                               | リグレー・ · フィールドキャンドルスティック・ · パーク |

### 第1戦 10月4日
- リグレー・フィールド（イリノイ州シカゴ）

|                                | 1 | 2 | 3 | 4 | 5 | 6 | 7 | 8 | 9 | R  | H  | E |
| ------------------------------ | - | - | - | - | - | - | - | - | - | -- | -- | - |
| サンフランシスコ・ジャイアンツ | 3 | 0 | 1 | 4 | 0 | 0 | 0 | 3 | 0 | 11 | 13 | 0 |
| シカゴ・カブス                 | 2 | 0 | 1 | 0 | 0 | 0 | 0 | 0 | 0 | 3  | 10 | 1 |

1. 勝利：スコット・ギャレルツ（1勝）
2. 敗戦：グレッグ・マダックス（1敗）
3. 本塁打
SF：ウィル・クラーク1号ソロ・2号満塁、ケビン・ミッチェル1号3ラン
CHC：マーク・グレース1号2ラン、ライン・サンドバーグ1号ソロ
4. 審判
［球審］ダグ・ハーヴェイ
［塁審］一塁: ブルース・フローミング、二塁: テリー・テイタ、三塁: ジム・クイック
［外審］左翼: チャーリー・ウィリアムズ、右翼: ランディ・マーシュ
5. 試合開始時刻: 中部夏時間（UTC-5）午後7時20分  試合時間: 2時間51分  観客: 3万9195人  気温: 55°F（12.8°C）
詳細: Baseball-Reference.com

| サンフランシスコ・ジャイアンツ | サンフランシスコ・ジャイアンツ | サンフランシスコ・ジャイアンツ | サンフランシスコ・ジャイアンツ | サンフランシスコ・ジャイアンツ                                                                                     | シカゴ・カブス | シカゴ・カブス | シカゴ・カブス  | シカゴ・カブス | シカゴ・カブス                                                                                              |
| ------------------------------ | ------------------------------ | ------------------------------ | ------------------------------ | --- | -------------- | -------------- | --------------- | -------------- | --- |
| 打順                           | 守備                           | 選手                           | 打席                           | S・ギャレルツT・ケネディW・クラークR・トンプソンM・ウィリ · アムズJ・ウリーベK・ミッチェルB・バトラーP・シェリダン | 打順           | 守備           | 選手            | 打席           | G・マダックスR・ウローナM・グレースR・サンドバーグL・サラザーS・ダンストンD・スミスJ・ウォルトンA・ドーソン |
| 1                              | 中                             | B・バトラー                    | 左                             | S・ギャレルツT・ケネディW・クラークR・トンプソンM・ウィリ · アムズJ・ウリーベK・ミッチェルB・バトラーP・シェリダン | 1              | 中             | J・ウォルトン   | 右             | G・マダックスR・ウローナM・グレースR・サンドバーグL・サラザーS・ダンストンD・スミスJ・ウォルトンA・ドーソン |
| 2                              | 二                             | R・トンプソン                  | 右                             | S・ギャレルツT・ケネディW・クラークR・トンプソンM・ウィリ · アムズJ・ウリーベK・ミッチェルB・バトラーP・シェリダン | 2              | 二             | R・サンドバーグ | 右             | G・マダックスR・ウローナM・グレースR・サンドバーグL・サラザーS・ダンストンD・スミスJ・ウォルトンA・ドーソン |
| 3                              | 一                             | W・クラーク                    | 左                             | S・ギャレルツT・ケネディW・クラークR・トンプソンM・ウィリ · アムズJ・ウリーベK・ミッチェルB・バトラーP・シェリダン | 3              | 左             | D・スミス       | 左             | G・マダックスR・ウローナM・グレースR・サンドバーグL・サラザーS・ダンストンD・スミスJ・ウォルトンA・ドーソン |
| 4                              | 左                             | K・ミッチェル                  | 右                             | S・ギャレルツT・ケネディW・クラークR・トンプソンM・ウィリ · アムズJ・ウリーベK・ミッチェルB・バトラーP・シェリダン | 4              | 一             | M・グレース     | 左             | G・マダックスR・ウローナM・グレースR・サンドバーグL・サラザーS・ダンストンD・スミスJ・ウォルトンA・ドーソン |
| 5                              | 三                             | M・ウィリアムズ                | 右                             | S・ギャレルツT・ケネディW・クラークR・トンプソンM・ウィリ · アムズJ・ウリーベK・ミッチェルB・バトラーP・シェリダン | 5              | 右             | A・ドーソン     | 右             | G・マダックスR・ウローナM・グレースR・サンドバーグL・サラザーS・ダンストンD・スミスJ・ウォルトンA・ドーソン |
| 6                              | 捕                             | T・ケネディ                    | 左                             | S・ギャレルツT・ケネディW・クラークR・トンプソンM・ウィリ · アムズJ・ウリーベK・ミッチェルB・バトラーP・シェリダン | 6              | 三             | L・サラザー     | 右             | G・マダックスR・ウローナM・グレースR・サンドバーグL・サラザーS・ダンストンD・スミスJ・ウォルトンA・ドーソン |
| 7                              | 右                             | P・シェリダン                  | 左                             | S・ギャレルツT・ケネディW・クラークR・トンプソンM・ウィリ · アムズJ・ウリーベK・ミッチェルB・バトラーP・シェリダン | 7              | 遊             | S・ダンストン   | 右             | G・マダックスR・ウローナM・グレースR・サンドバーグL・サラザーS・ダンストンD・スミスJ・ウォルトンA・ドーソン |
| 8                              | 遊                             | J・ウリーベ                    | 両                             | S・ギャレルツT・ケネディW・クラークR・トンプソンM・ウィリ · アムズJ・ウリーベK・ミッチェルB・バトラーP・シェリダン | 8              | 捕             | R・ウローナ     | 右             | G・マダックスR・ウローナM・グレースR・サンドバーグL・サラザーS・ダンストンD・スミスJ・ウォルトンA・ドーソン |
| 9                              | 投                             | S・ギャレルツ                  | 右                             | S・ギャレルツT・ケネディW・クラークR・トンプソンM・ウィリ · アムズJ・ウリーベK・ミッチェルB・バトラーP・シェリダン | 9              | 投             | G・マダックス   | 右             | G・マダックスR・ウローナM・グレースR・サンドバーグL・サラザーS・ダンストンD・スミスJ・ウォルトンA・ドーソン |
| 先発投手                       | 先発投手                       | 先発投手                       | 投球                           | S・ギャレルツT・ケネディW・クラークR・トンプソンM・ウィリ · アムズJ・ウリーベK・ミッチェルB・バトラーP・シェリダン | 先発投手       | 先発投手       | 先発投手        | 投球           | G・マダックスR・ウローナM・グレースR・サンドバーグL・サラザーS・ダンストンD・スミスJ・ウォルトンA・ドーソン |
| S・ギャレルツ                  | S・ギャレルツ                  | S・ギャレルツ                  | 右                             | S・ギャレルツT・ケネディW・クラークR・トンプソンM・ウィリ · アムズJ・ウリーベK・ミッチェルB・バトラーP・シェリダン | G・マダックス  | G・マダックス  | G・マダックス   | 右             | G・マダックスR・ウローナM・グレースR・サンドバーグL・サラザーS・ダンストンD・スミスJ・ウォルトンA・ドーソン |

### 第2戦 10月5日
- リグレー・フィールド（イリノイ州シカゴ）

|                                | 1 | 2 | 3 | 4 | 5 | 6 | 7 | 8 | 9 | R | H  | E |
| ------------------------------ | - | - | - | - | - | - | - | - | - | - | -- | - |
| サンフランシスコ・ジャイアンツ | 0 | 0 | 0 | 2 | 0 | 0 | 0 | 2 | 1 | 5 | 10 | 0 |
| シカゴ・カブス                 | 6 | 0 | 0 | 0 | 0 | 3 | 0 | 0 | X | 9 | 11 | 0 |

1. 勝利：レス・ランカスター（1勝）
2. 敗戦：リック・ラッシェル（1敗）
3. 本塁打
SF：ケビン・ミッチェル2号2ラン、マット・ウィリアムズ1号2ラン、ロビー・トンプソン1号ソロ
4. 審判
［球審］ブルース・フローミング
［塁審］一塁: テリー・テイタ、二塁: ジム・クイック、三塁: チャーリー・ウィリアムズ
［外審］左翼: ランディ・マーシュ、右翼: ダグ・ハーヴェイ
5. 試合開始時刻: 中部夏時間（UTC-5）午後7時35分  試合時間: 3時間8分  観客: 3万9195人  気温: 58°F（14.4°C）
詳細: Baseball-Reference.com

| サンフランシスコ・ジャイアンツ | サンフランシスコ・ジャイアンツ | サンフランシスコ・ジャイアンツ | サンフランシスコ・ジャイアンツ | サンフランシスコ・ジャイアンツ                                                                                     | シカゴ・カブス  | シカゴ・カブス  | シカゴ・カブス  | シカゴ・カブス | シカゴ・カブス                                                                                                  |
| ------------------------------ | ------------------------------ | ------------------------------ | ------------------------------ | --- | --------------- | --------------- | --------------- | -------------- | --- |
| 打順                           | 守備                           | 選手                           | 打席                           | R・ラッシェルT・ケネディW・クラークR・トンプソンM・ウィリ · アムズJ・ウリーベK・ミッチェルB・バトラーP・シェリダン | 打順            | 守備            | 選手            | 打席           | M・バイレッキーJ・ジラルディM・グレースR・サンドバーグL・サラザーS・ダンストンD・スミスJ・ウォルトンA・ドーソン |
| 1                              | 中                             | B・バトラー                    | 左                             | R・ラッシェルT・ケネディW・クラークR・トンプソンM・ウィリ · アムズJ・ウリーベK・ミッチェルB・バトラーP・シェリダン | 1               | 中              | J・ウォルトン   | 右             | M・バイレッキーJ・ジラルディM・グレースR・サンドバーグL・サラザーS・ダンストンD・スミスJ・ウォルトンA・ドーソン |
| 2                              | 二                             | R・トンプソン                  | 右                             | R・ラッシェルT・ケネディW・クラークR・トンプソンM・ウィリ · アムズJ・ウリーベK・ミッチェルB・バトラーP・シェリダン | 2               | 二              | R・サンドバーグ | 右             | M・バイレッキーJ・ジラルディM・グレースR・サンドバーグL・サラザーS・ダンストンD・スミスJ・ウォルトンA・ドーソン |
| 3                              | 一                             | W・クラーク                    | 左                             | R・ラッシェルT・ケネディW・クラークR・トンプソンM・ウィリ · アムズJ・ウリーベK・ミッチェルB・バトラーP・シェリダン | 3               | 左              | D・スミス       | 左             | M・バイレッキーJ・ジラルディM・グレースR・サンドバーグL・サラザーS・ダンストンD・スミスJ・ウォルトンA・ドーソン |
| 4                              | 左                             | K・ミッチェル                  | 右                             | R・ラッシェルT・ケネディW・クラークR・トンプソンM・ウィリ · アムズJ・ウリーベK・ミッチェルB・バトラーP・シェリダン | 4               | 一              | M・グレース     | 左             | M・バイレッキーJ・ジラルディM・グレースR・サンドバーグL・サラザーS・ダンストンD・スミスJ・ウォルトンA・ドーソン |
| 5                              | 三                             | M・ウィリアムズ                | 右                             | R・ラッシェルT・ケネディW・クラークR・トンプソンM・ウィリ · アムズJ・ウリーベK・ミッチェルB・バトラーP・シェリダン | 5               | 右              | A・ドーソン     | 右             | M・バイレッキーJ・ジラルディM・グレースR・サンドバーグL・サラザーS・ダンストンD・スミスJ・ウォルトンA・ドーソン |
| 6                              | 捕                             | T・ケネディ                    | 左                             | R・ラッシェルT・ケネディW・クラークR・トンプソンM・ウィリ · アムズJ・ウリーベK・ミッチェルB・バトラーP・シェリダン | 6               | 三              | L・サラザー     | 右             | M・バイレッキーJ・ジラルディM・グレースR・サンドバーグL・サラザーS・ダンストンD・スミスJ・ウォルトンA・ドーソン |
| 7                              | 右                             | P・シェリダン                  | 左                             | R・ラッシェルT・ケネディW・クラークR・トンプソンM・ウィリ · アムズJ・ウリーベK・ミッチェルB・バトラーP・シェリダン | 7               | 遊              | S・ダンストン   | 右             | M・バイレッキーJ・ジラルディM・グレースR・サンドバーグL・サラザーS・ダンストンD・スミスJ・ウォルトンA・ドーソン |
| 8                              | 遊                             | J・ウリーベ                    | 両                             | R・ラッシェルT・ケネディW・クラークR・トンプソンM・ウィリ · アムズJ・ウリーベK・ミッチェルB・バトラーP・シェリダン | 8               | 捕              | J・ジラルディ   | 右             | M・バイレッキーJ・ジラルディM・グレースR・サンドバーグL・サラザーS・ダンストンD・スミスJ・ウォルトンA・ドーソン |
| 9                              | 投                             | R・ラッシェル                  | 右                             | R・ラッシェルT・ケネディW・クラークR・トンプソンM・ウィリ · アムズJ・ウリーベK・ミッチェルB・バトラーP・シェリダン | 9               | 投              | M・バイレッキー | 右             | M・バイレッキーJ・ジラルディM・グレースR・サンドバーグL・サラザーS・ダンストンD・スミスJ・ウォルトンA・ドーソン |
| 先発投手                       | 先発投手                       | 先発投手                       | 投球                           | R・ラッシェルT・ケネディW・クラークR・トンプソンM・ウィリ · アムズJ・ウリーベK・ミッチェルB・バトラーP・シェリダン | 先発投手        | 先発投手        | 先発投手        | 投球           | M・バイレッキーJ・ジラルディM・グレースR・サンドバーグL・サラザーS・ダンストンD・スミスJ・ウォルトンA・ドーソン |
| R・ラッシェル                  | R・ラッシェル                  | R・ラッシェル                  | 右                             | R・ラッシェルT・ケネディW・クラークR・トンプソンM・ウィリ · アムズJ・ウリーベK・ミッチェルB・バトラーP・シェリダン | M・バイレッキー | M・バイレッキー | M・バイレッキー | 右             | M・バイレッキーJ・ジラルディM・グレースR・サンドバーグL・サラザーS・ダンストンD・スミスJ・ウォルトンA・ドーソン |

### 第3戦 10月7日
- キャンドルスティック・パーク（カリフォルニア州サンフランシスコ）

|                                | 1 | 2 | 3 | 4 | 5 | 6 | 7 | 8 | 9 | R | H  | E |
| ------------------------------ | - | - | - | - | - | - | - | - | - | - | -- | - |
| シカゴ・カブス                 | 2 | 0 | 0 | 1 | 0 | 0 | 1 | 0 | 0 | 4 | 10 | 0 |
| サンフランシスコ・ジャイアンツ | 3 | 0 | 0 | 0 | 0 | 0 | 2 | 0 | X | 5 | 8  | 3 |

1. 勝利：ドン・ロビンソン（1勝）
2. セーブ：スティーブ・ベドローシアン（1S）
3. 敗戦：レス・ランカスター（1勝1敗）
4. 本塁打
SF：ロビー・トンプソン2号2ラン
5. 審判
［球審］テリー・テイタ
［塁審］一塁: ジム・クイック、二塁: チャーリー・ウィリアムズ、三塁: ランディ・マーシュ
［外審］左翼: ダグ・ハーヴェイ、右翼: ブルース・フローミング
6. 試合開始時刻: 太平洋夏時間（UTC-7）午後5時20分  試合時間: 2時間48分  観客: 6万2065人  気温: 75°F（23.9°C）
詳細: Baseball-Reference.com

| シカゴ・カブス | シカゴ・カブス | シカゴ・カブス  | シカゴ・カブス | シカゴ・カブス                                                                                                | サンフランシスコ・ジャイアンツ | サンフランシスコ・ジャイアンツ | サンフランシスコ・ジャイアンツ | サンフランシスコ・ジャイアンツ | サンフランシスコ・ジャイアンツ                                                                                   |
| -------------- | -------------- | --------------- | -------------- | --- | ------------------------------ | ------------------------------ | ------------------------------ | ------------------------------ | --- |
| 打順           | 守備           | 選手            | 打席           | R・サトクリフJ・ジラルディM・グレースR・サンドバーグL・サラザーS・ダンストンD・スミスJ・ウォルトンA・ドーソン | 打順                           | 守備                           | 選手                           | 打席                           | M・ラコスT・ケネディW・クラークR・トンプソンM・ウィリ · アムズJ・ウリーベK・ミッチェルB・バトラーC・マルドナード |
| 1              | 中             | J・ウォルトン   | 右             | R・サトクリフJ・ジラルディM・グレースR・サンドバーグL・サラザーS・ダンストンD・スミスJ・ウォルトンA・ドーソン | 1                              | 中                             | B・バトラー                    | 左                             | M・ラコスT・ケネディW・クラークR・トンプソンM・ウィリ · アムズJ・ウリーベK・ミッチェルB・バトラーC・マルドナード |
| 2              | 二             | R・サンドバーグ | 右             | R・サトクリフJ・ジラルディM・グレースR・サンドバーグL・サラザーS・ダンストンD・スミスJ・ウォルトンA・ドーソン | 2                              | 二                             | R・トンプソン                  | 右                             | M・ラコスT・ケネディW・クラークR・トンプソンM・ウィリ · アムズJ・ウリーベK・ミッチェルB・バトラーC・マルドナード |
| 3              | 左             | D・スミス       | 左             | R・サトクリフJ・ジラルディM・グレースR・サンドバーグL・サラザーS・ダンストンD・スミスJ・ウォルトンA・ドーソン | 3                              | 一                             | W・クラーク                    | 左                             | M・ラコスT・ケネディW・クラークR・トンプソンM・ウィリ · アムズJ・ウリーベK・ミッチェルB・バトラーC・マルドナード |
| 4              | 一             | M・グレース     | 左             | R・サトクリフJ・ジラルディM・グレースR・サンドバーグL・サラザーS・ダンストンD・スミスJ・ウォルトンA・ドーソン | 4                              | 左                             | K・ミッチェル                  | 右                             | M・ラコスT・ケネディW・クラークR・トンプソンM・ウィリ · アムズJ・ウリーベK・ミッチェルB・バトラーC・マルドナード |
| 5              | 右             | A・ドーソン     | 右             | R・サトクリフJ・ジラルディM・グレースR・サンドバーグL・サラザーS・ダンストンD・スミスJ・ウォルトンA・ドーソン | 5                              | 三                             | M・ウィリアムズ                | 右                             | M・ラコスT・ケネディW・クラークR・トンプソンM・ウィリ · アムズJ・ウリーベK・ミッチェルB・バトラーC・マルドナード |
| 6              | 三             | L・サラザー     | 右             | R・サトクリフJ・ジラルディM・グレースR・サンドバーグL・サラザーS・ダンストンD・スミスJ・ウォルトンA・ドーソン | 6                              | 捕                             | T・ケネディ                    | 左                             | M・ラコスT・ケネディW・クラークR・トンプソンM・ウィリ · アムズJ・ウリーベK・ミッチェルB・バトラーC・マルドナード |
| 7              | 遊             | S・ダンストン   | 右             | R・サトクリフJ・ジラルディM・グレースR・サンドバーグL・サラザーS・ダンストンD・スミスJ・ウォルトンA・ドーソン | 7                              | 右                             | C・マルドナード                | 右                             | M・ラコスT・ケネディW・クラークR・トンプソンM・ウィリ · アムズJ・ウリーベK・ミッチェルB・バトラーC・マルドナード |
| 8              | 捕             | J・ジラルディ   | 右             | R・サトクリフJ・ジラルディM・グレースR・サンドバーグL・サラザーS・ダンストンD・スミスJ・ウォルトンA・ドーソン | 8                              | 遊                             | J・ウリーベ                    | 両                             | M・ラコスT・ケネディW・クラークR・トンプソンM・ウィリ · アムズJ・ウリーベK・ミッチェルB・バトラーC・マルドナード |
| 9              | 投             | R・サトクリフ   | 左             | R・サトクリフJ・ジラルディM・グレースR・サンドバーグL・サラザーS・ダンストンD・スミスJ・ウォルトンA・ドーソン | 9                              | 投                             | M・ラコス                      | 右                             | M・ラコスT・ケネディW・クラークR・トンプソンM・ウィリ · アムズJ・ウリーベK・ミッチェルB・バトラーC・マルドナード |
| 先発投手       | 先発投手       | 先発投手        | 投球           | R・サトクリフJ・ジラルディM・グレースR・サンドバーグL・サラザーS・ダンストンD・スミスJ・ウォルトンA・ドーソン | 先発投手                       | 先発投手                       | 先発投手                       | 投球                           | M・ラコスT・ケネディW・クラークR・トンプソンM・ウィリ · アムズJ・ウリーベK・ミッチェルB・バトラーC・マルドナード |
| R・サトクリフ  | R・サトクリフ  | R・サトクリフ   | 右             | R・サトクリフJ・ジラルディM・グレースR・サンドバーグL・サラザーS・ダンストンD・スミスJ・ウォルトンA・ドーソン | M・ラコス                      | M・ラコス                      | M・ラコス                      | 右                             | M・ラコスT・ケネディW・クラークR・トンプソンM・ウィリ · アムズJ・ウリーベK・ミッチェルB・バトラーC・マルドナード |

### 第4戦 10月8日
- キャンドルスティック・パーク（カリフォルニア州サンフランシスコ）

|                                | 1 | 2 | 3 | 4 | 5 | 6 | 7 | 8 | 9 | R | H  | E |
| ------------------------------ | - | - | - | - | - | - | - | - | - | - | -- | - |
| シカゴ・カブス                 | 1 | 1 | 0 | 0 | 2 | 0 | 0 | 0 | 0 | 4 | 12 | 1 |
| サンフランシスコ・ジャイアンツ | 1 | 0 | 2 | 1 | 2 | 0 | 0 | 0 | X | 6 | 9  | 1 |

1. 勝利：ケリー・ダウンズ（1勝）
2. セーブ：スティーブ・ベドローシアン（2S）
3. 敗戦：スティーブ・ウィルソン（1敗）
4. 本塁打
CHC：ルイス・サラザー1号ソロ
SF：マット・ウィリアムズ2号2ラン
5. 審判
［球審］ジム・クイック
［塁審］一塁: チャーリー・ウィリアムズ、二塁: ランディ・マーシュ、三塁: ダグ・ハーヴェイ
［外審］左翼: ブルース・フローミング、右翼: テリー・テイタ
6. 試合開始時刻: 太平洋夏時間（UTC-7）午後5時20分  試合時間: 3時間13分  観客: 6万2078人  気温: 78°F（25.6°C）
詳細: Baseball-Reference.com

| シカゴ・カブス | シカゴ・カブス | シカゴ・カブス  | シカゴ・カブス | シカゴ・カブス                                                                                              | サンフランシスコ・ジャイアンツ | サンフランシスコ・ジャイアンツ | サンフランシスコ・ジャイアンツ | サンフランシスコ・ジャイアンツ | サンフランシスコ・ジャイアンツ                                                                                     |
| -------------- | -------------- | --------------- | -------------- | --- | ------------------------------ | ------------------------------ | ------------------------------ | ------------------------------ | --- |
| 打順           | 守備           | 選手            | 打席           | G・マダックスR・ウローナM・グレースR・サンドバーグL・サラザーS・ダンストンD・スミスJ・ウォルトンA・ドーソン | 打順                           | 守備                           | 選手                           | 打席                           | S・ギャレルツT・ケネディW・クラークR・トンプソンM・ウィリ · アムズJ・ウリーベK・ミッチェルB・バトラーP・シェリダン |
| 1              | 中             | J・ウォルトン   | 右             | G・マダックスR・ウローナM・グレースR・サンドバーグL・サラザーS・ダンストンD・スミスJ・ウォルトンA・ドーソン | 1                              | 中                             | B・バトラー                    | 左                             | S・ギャレルツT・ケネディW・クラークR・トンプソンM・ウィリ · アムズJ・ウリーベK・ミッチェルB・バトラーP・シェリダン |
| 2              | 二             | R・サンドバーグ | 右             | G・マダックスR・ウローナM・グレースR・サンドバーグL・サラザーS・ダンストンD・スミスJ・ウォルトンA・ドーソン | 2                              | 二                             | R・トンプソン                  | 右                             | S・ギャレルツT・ケネディW・クラークR・トンプソンM・ウィリ · アムズJ・ウリーベK・ミッチェルB・バトラーP・シェリダン |
| 3              | 左             | D・スミス       | 左             | G・マダックスR・ウローナM・グレースR・サンドバーグL・サラザーS・ダンストンD・スミスJ・ウォルトンA・ドーソン | 3                              | 一                             | W・クラーク                    | 左                             | S・ギャレルツT・ケネディW・クラークR・トンプソンM・ウィリ · アムズJ・ウリーベK・ミッチェルB・バトラーP・シェリダン |
| 4              | 一             | M・グレース     | 左             | G・マダックスR・ウローナM・グレースR・サンドバーグL・サラザーS・ダンストンD・スミスJ・ウォルトンA・ドーソン | 4                              | 左                             | K・ミッチェル                  | 右                             | S・ギャレルツT・ケネディW・クラークR・トンプソンM・ウィリ · アムズJ・ウリーベK・ミッチェルB・バトラーP・シェリダン |
| 5              | 右             | A・ドーソン     | 右             | G・マダックスR・ウローナM・グレースR・サンドバーグL・サラザーS・ダンストンD・スミスJ・ウォルトンA・ドーソン | 5                              | 三                             | M・ウィリアムズ                | 右                             | S・ギャレルツT・ケネディW・クラークR・トンプソンM・ウィリ · アムズJ・ウリーベK・ミッチェルB・バトラーP・シェリダン |
| 6              | 三             | L・サラザー     | 右             | G・マダックスR・ウローナM・グレースR・サンドバーグL・サラザーS・ダンストンD・スミスJ・ウォルトンA・ドーソン | 6                              | 捕                             | T・ケネディ                    | 左                             | S・ギャレルツT・ケネディW・クラークR・トンプソンM・ウィリ · アムズJ・ウリーベK・ミッチェルB・バトラーP・シェリダン |
| 7              | 遊             | S・ダンストン   | 右             | G・マダックスR・ウローナM・グレースR・サンドバーグL・サラザーS・ダンストンD・スミスJ・ウォルトンA・ドーソン | 7                              | 右                             | P・シェリダン                  | 左                             | S・ギャレルツT・ケネディW・クラークR・トンプソンM・ウィリ · アムズJ・ウリーベK・ミッチェルB・バトラーP・シェリダン |
| 8              | 捕             | R・ウローナ     | 右             | G・マダックスR・ウローナM・グレースR・サンドバーグL・サラザーS・ダンストンD・スミスJ・ウォルトンA・ドーソン | 8                              | 遊                             | J・ウリーベ                    | 両                             | S・ギャレルツT・ケネディW・クラークR・トンプソンM・ウィリ · アムズJ・ウリーベK・ミッチェルB・バトラーP・シェリダン |
| 9              | 投             | G・マダックス   | 右             | G・マダックスR・ウローナM・グレースR・サンドバーグL・サラザーS・ダンストンD・スミスJ・ウォルトンA・ドーソン | 9                              | 投                             | S・ギャレルツ                  | 右                             | S・ギャレルツT・ケネディW・クラークR・トンプソンM・ウィリ · アムズJ・ウリーベK・ミッチェルB・バトラーP・シェリダン |
| 先発投手       | 先発投手       | 先発投手        | 投球           | G・マダックスR・ウローナM・グレースR・サンドバーグL・サラザーS・ダンストンD・スミスJ・ウォルトンA・ドーソン | 先発投手                       | 先発投手                       | 先発投手                       | 投球                           | S・ギャレルツT・ケネディW・クラークR・トンプソンM・ウィリ · アムズJ・ウリーベK・ミッチェルB・バトラーP・シェリダン |
| G・マダックス  | G・マダックス  | G・マダックス   | 右             | G・マダックスR・ウローナM・グレースR・サンドバーグL・サラザーS・ダンストンD・スミスJ・ウォルトンA・ドーソン | S・ギャレルツ                  | S・ギャレルツ                  | S・ギャレルツ                  | 右                             | S・ギャレルツT・ケネディW・クラークR・トンプソンM・ウィリ · アムズJ・ウリーベK・ミッチェルB・バトラーP・シェリダン |

### 第5戦 10月9日
- キャンドルスティック・パーク（カリフォルニア州サンフランシスコ）

|                                | 1 | 2 | 3 | 4 | 5 | 6 | 7 | 8 | 9 | R | H  | E |
| ------------------------------ | - | - | - | - | - | - | - | - | - | - | -- | - |
| シカゴ・カブス                 | 0 | 0 | 1 | 0 | 0 | 0 | 0 | 0 | 1 | 2 | 10 | 1 |
| サンフランシスコ・ジャイアンツ | 0 | 0 | 0 | 0 | 0 | 0 | 1 | 2 | X | 3 | 4  | 1 |

1. 勝利：リック・ラッシェル（1勝1敗）
2. セーブ：スティーブ・ベドローシアン（3S）
3. 敗戦：マイク・バイレッキー（1敗）
4. 審判
［球審］チャーリー・ウィリアムズ
［塁審］一塁: ランディ・マーシュ、二塁: ダグ・ハーヴェイ、三塁: ブルース・フローミング
［外審］左翼: ジム・クイック、右翼: テリー・テイタ
5. 試合開始時刻: 太平洋夏時間（UTC-7）午後0時7分  試合時間: 2時間47分  観客: 6万2084人  気温: 76°F（24.4°C）
詳細: Baseball-Reference.com

| シカゴ・カブス  | シカゴ・カブス  | シカゴ・カブス  | シカゴ・カブス | シカゴ・カブス                                                                                                  | サンフランシスコ・ジャイアンツ | サンフランシスコ・ジャイアンツ | サンフランシスコ・ジャイアンツ | サンフランシスコ・ジャイアンツ | サンフランシスコ・ジャイアンツ                                                                                     |
| --------------- | --------------- | --------------- | -------------- | --- | ------------------------------ | ------------------------------ | ------------------------------ | ------------------------------ | --- |
| 打順            | 守備            | 選手            | 打席           | M・バイレッキーJ・ジラルディM・グレースR・サンドバーグL・サラザーS・ダンストンM・ウインJ・ウォルトンA・ドーソン | 打順                           | 守備                           | 選手                           | 打席                           | R・ラッシェルT・ケネディW・クラークR・トンプソンM・ウィリ · アムズJ・ウリーベK・ミッチェルB・バトラーP・シェリダン |
| 1               | 中              | J・ウォルトン   | 右             | M・バイレッキーJ・ジラルディM・グレースR・サンドバーグL・サラザーS・ダンストンM・ウインJ・ウォルトンA・ドーソン | 1                              | 中                             | B・バトラー                    | 左                             | R・ラッシェルT・ケネディW・クラークR・トンプソンM・ウィリ · アムズJ・ウリーベK・ミッチェルB・バトラーP・シェリダン |
| 2               | 二              | R・サンドバーグ | 右             | M・バイレッキーJ・ジラルディM・グレースR・サンドバーグL・サラザーS・ダンストンM・ウインJ・ウォルトンA・ドーソン | 2                              | 二                             | R・トンプソン                  | 右                             | R・ラッシェルT・ケネディW・クラークR・トンプソンM・ウィリ · アムズJ・ウリーベK・ミッチェルB・バトラーP・シェリダン |
| 3               | 左              | M・ウイン       | 左             | M・バイレッキーJ・ジラルディM・グレースR・サンドバーグL・サラザーS・ダンストンM・ウインJ・ウォルトンA・ドーソン | 3                              | 一                             | W・クラーク                    | 左                             | R・ラッシェルT・ケネディW・クラークR・トンプソンM・ウィリ · アムズJ・ウリーベK・ミッチェルB・バトラーP・シェリダン |
| 4               | 一              | M・グレース     | 左             | M・バイレッキーJ・ジラルディM・グレースR・サンドバーグL・サラザーS・ダンストンM・ウインJ・ウォルトンA・ドーソン | 4                              | 左                             | K・ミッチェル                  | 右                             | R・ラッシェルT・ケネディW・クラークR・トンプソンM・ウィリ · アムズJ・ウリーベK・ミッチェルB・バトラーP・シェリダン |
| 5               | 右              | A・ドーソン     | 右             | M・バイレッキーJ・ジラルディM・グレースR・サンドバーグL・サラザーS・ダンストンM・ウインJ・ウォルトンA・ドーソン | 5                              | 三                             | M・ウィリアムズ                | 右                             | R・ラッシェルT・ケネディW・クラークR・トンプソンM・ウィリ · アムズJ・ウリーベK・ミッチェルB・バトラーP・シェリダン |
| 6               | 三              | L・サラザー     | 右             | M・バイレッキーJ・ジラルディM・グレースR・サンドバーグL・サラザーS・ダンストンM・ウインJ・ウォルトンA・ドーソン | 6                              | 捕                             | T・ケネディ                    | 左                             | R・ラッシェルT・ケネディW・クラークR・トンプソンM・ウィリ · アムズJ・ウリーベK・ミッチェルB・バトラーP・シェリダン |
| 7               | 遊              | S・ダンストン   | 右             | M・バイレッキーJ・ジラルディM・グレースR・サンドバーグL・サラザーS・ダンストンM・ウインJ・ウォルトンA・ドーソン | 7                              | 右                             | P・シェリダン                  | 左                             | R・ラッシェルT・ケネディW・クラークR・トンプソンM・ウィリ · アムズJ・ウリーベK・ミッチェルB・バトラーP・シェリダン |
| 8               | 捕              | J・ジラルディ   | 右             | M・バイレッキーJ・ジラルディM・グレースR・サンドバーグL・サラザーS・ダンストンM・ウインJ・ウォルトンA・ドーソン | 8                              | 遊                             | J・ウリーベ                    | 両                             | R・ラッシェルT・ケネディW・クラークR・トンプソンM・ウィリ · アムズJ・ウリーベK・ミッチェルB・バトラーP・シェリダン |
| 9               | 投              | M・バイレッキー | 右             | M・バイレッキーJ・ジラルディM・グレースR・サンドバーグL・サラザーS・ダンストンM・ウインJ・ウォルトンA・ドーソン | 9                              | 投                             | R・ラッシェル                  | 右                             | R・ラッシェルT・ケネディW・クラークR・トンプソンM・ウィリ · アムズJ・ウリーベK・ミッチェルB・バトラーP・シェリダン |
| 先発投手        | 先発投手        | 先発投手        | 投球           | M・バイレッキーJ・ジラルディM・グレースR・サンドバーグL・サラザーS・ダンストンM・ウインJ・ウォルトンA・ドーソン | 先発投手                       | 先発投手                       | 先発投手                       | 投球                           | R・ラッシェルT・ケネディW・クラークR・トンプソンM・ウィリ · アムズJ・ウリーベK・ミッチェルB・バトラーP・シェリダン |
| M・バイレッキー | M・バイレッキー | M・バイレッキー | 右             | M・バイレッキーJ・ジラルディM・グレースR・サンドバーグL・サラザーS・ダンストンM・ウインJ・ウォルトンA・ドーソン | R・ラッシェル                  | R・ラッシェル                  | R・ラッシェル                  | 右                             | R・ラッシェルT・ケネディW・クラークR・トンプソンM・ウィリ · アムズJ・ウリーベK・ミッチェルB・バトラーP・シェリダン |